# Grand Prix Cycliste la Marseillaise 2021
Il Grand Prix Cycliste la Marseillaise 2021, quarantaduesima edizione della corsa, valevole come evento dell'UCI Europe Tour 2021 e come prima prova della Coppa di Francia categoria 1.1, si svolse il 31 gennaio 2021 su un percorso di 171,6 km, con partenza e arrivo a Marsiglia, in Francia. La vittoria fu appannaggio del francese Aurélien Paret-Peintre, che completò il percorso in 4h24'29", alla media di 38,929 km/h, precedendo i connazionali Thomas Boudat e Bryan Coquard.
Sul traguardo di Marsiglia 110 ciclisti, su 119 partiti dalla medesima località, portarono a termine la competizione.

## Squadre e corridori partecipanti
| N.    | Cod. | Squadra                    |
| ----- | ---- | -------------------------- |
| 1-7   | ACT  | AG2R Citroën Team          |
| 11-17 | GFC  | Groupama-FDJ               |
| 21-27 | COF  | Cofidis, Solutions Crédits |
| 31-37 | UAD  | UAE Team Emirates          |
| 41-47 | EFN  | EF Education-Nippo         |
| 51-57 | LTS  | Lotto Soudal               |
| 61-67 | IWG  | Intermarché-Wanty-Gobert   |
| 71-77 | ARK  | Team Arkéa-Samsic          |
| 81-87 | DKO  | Delko                      |

| N.      | Cod. | Squadra                         |
| ------- | ---- | ------------------------------- |
| 91-97   | TDE  | Total Direct Énergie            |
| 101-107 | BBK  | B&B Hotels                      |
| 111-117 | SVB  | Sport Vlaanderen-Baloise        |
| 121-127 | CJR  | Caja Rural-Seguros RGA          |
| 131-137 | EKP  | Equipo Kern Pharma              |
| 141-147 | BWB  | Bingoal WB                      |
| 151-157 | XRL  | Xelliss-Roubaix Lille Métropole |
| 161-167 | AUB  | St Michel-Auber 93              |

## Ordine d'arrivo (Top 10)
| Pos. | Corridore            | Squadra     | Tempo    |
| ---- | -------------------- | ----------- | -------- |
| 1    | A. Paret-Peintre     | AG2R        | 4h24'29" |
| 2    | Thomas Boudat        | Arkéa       | s.t.     |
| 3    | Bryan Coquard        | B&B Hotels  | s.t.     |
| 4    | Francisco Galván     | Kern        | s.t.     |
| 5    | Arjen Livyns         | Bingoal     | s.t.     |
| 6    | Tim Wellens          | Lotto       | s.t.     |
| 7    | Matteo Trentin       | UAE         | s.t.     |
| 8    | Lilian Calmejane     | AG2R        | s.t.     |
| 9    | Julien El Fares      | EF          | s.t.     |
| 10   | Odd Christian Eiking | Intermarché | s.t.     |